# Стефан Джодич
Стефан Джодич (серб. Стефан Џодић, нар. 15 березня 2005, Монпельє, Франція) — сербський футболіст, півзахисник іспанського клубу «Альмерія».

## Ігрова кар'єра

### Клубна
Стефан Джодич народився у французькому місті Монпельє і є вихованцем місцевого однойменного клуба. У 2022 році футболіст почав свої виступи у другому складі «Монпельє». Дебют в першій команді відбувся 15 вересня 2024 року у матчі чемпіонату Франції проти «Ренна».
За результатами сезону 2024/25 «Монпельє» вилетів до Другого дивізіону, а сам Джодич перейшов до клубу іспанської Сегунди «Альмерія», з яким підписав п'ятирічний контракт.

### Збірна
В складі збірної Сербії (U-17) Джодич брав участь у юнацькому чемпіонаті Європи, що проходив в Ізраїлі.
У вересні 2024 року Джодич дебютував у складі молодіжної збірної Сербії.

## Приватне життя
Стефан є сином Ненада Джодича — югославського футболіста, відомого своїми виступами у складі «Монпельє».